# 渔轮

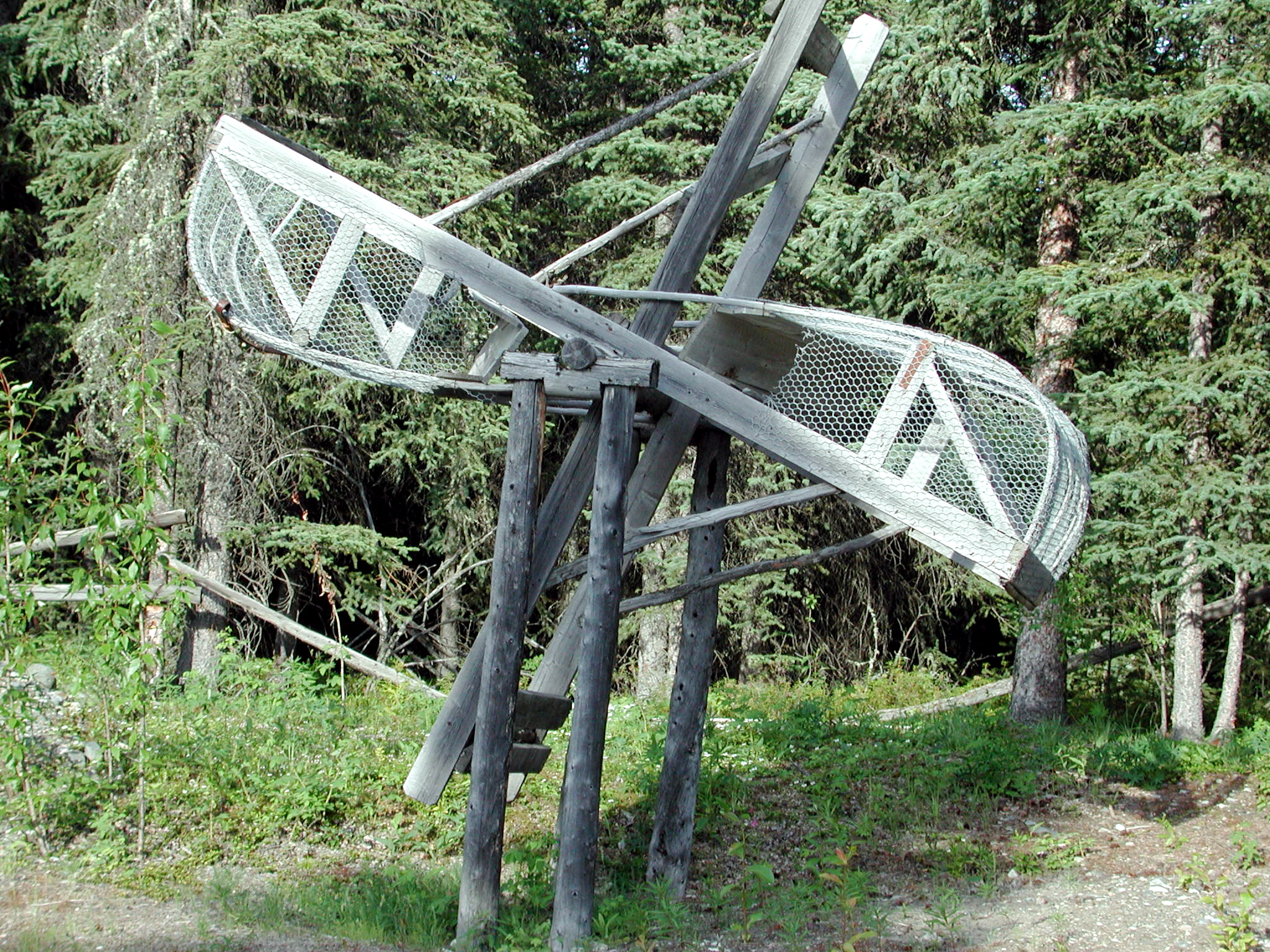
一种渔轮。

渔轮是一种捕鱼工具，类似磨坊的水能转轮。渔轮带有篮子和桨，它们附着在一个浮动的船坞上。当溪水流入时，轮子开始转动。篮子则将鱼甩出水里，掉落在一个位置固定的鱼桶里，当鱼桶满了之后，鱼会被搬走。

## 阿拉斯加州
在美国阿拉斯加州，渔轮只准许在阿拉斯加州科珀湖和育空河捕鱼。当渔轮不工作时，渔轮会从水中被提出来。
渔轮主要用于捕捉鲑鱼，并且它并非一个人拥有。渔轮捕捉到鲑鱼之后，必须上报给阿拉斯加自然资源部（DNR）同时必须遵守阿拉斯加州捕鱼准则。在鲑鱼迁徙和产卵的季节，捕到的鲑鱼或多或少。大多数在Yukon River捕捉到的鲑鱼被用作食物或热狗。

## 哥伦比亚河
在20世纪，渔轮在哥伦比亚河是司空见惯的工具。1906年，一个靠近俄勒冈州的渔轮捕捉到 418,000 磅鱼。它仅仅是这条河这年度的75个渔轮之一。
20世纪20年代，在俄勒冈州和华盛顿特区，渔轮是数量极多的捕鱼工具。同时，一种捕鱼船也投入到哥伦比亚河中来捕捉鱼类。1908年俄勒冈州大选中，一些改良的渔轮被用于捕鱼，但是被州法庭禁止。
1928年，俄勒冈州明令禁止使用渔轮捕鱼；1935年，华盛顿特区明令禁止使用渔轮捕鱼。同时，大古力水坝建造完成，切断了水源和鱼的回游。

## 自然保护
渔轮有时候也被用于自然保护目的：用于某段河流计算鱼类总数或给鱼打上标签。